# Yalek
Yalek ist eine zwischen 1969 und 1985 erschienene frankobelgische Comicserie.

## Handlung
Yalek ist ein Nachfahre eines Indianerhäuptlings. Zusammen mit seinem Freund Donald Book,
genannt Pocket, ist er für den Fernsehsender TV Verity als Reporter unterwegs. Ihre Untersuchungen bringen sie in manche Schwierigkeiten.

## Hintergrund
André-Paul Duchâteau schrieb die Abenteuerserie. Der Zeichner war zunächst Christian Denayer. Jacques Géron übernahm 1979 die Zeichnungen. Die Serie erschien zwischen 1969 und 1978 in den Beilagen von Le Soir sowie zwischen 1979 und 1980 in Super As. Die Geschichten wurden auch in Albenform veröffentlicht.
Im deutschen Sprachraum wurden die von Denayer gezeichneten Geschichten vom Koralle-Verlag publiziert, und zwar die Originalstories 7 und 8 in Zack (ab Heft 16/1979) und die Originalstories 1 bis 6 in der Zack Parade (ab Band 32), wobei die Originalstories 1, 3 und 4 nur stark gekürzt erschienen sind. Ehapa gab ab 1982 vier der von Géron gezeichneten Alben in Detektive, Gauner und Agenten heraus. Seit 2021 veröffentlicht der All Verlag eine auf 18 Einzelbände angelegte Gesamtausgabe in neuer Übersetzung.

## Geschichten
- Zeichnungen: Christian Denayer (1-8), Jaques Geron (ab 9)

1. Y comme Yalek (Le Soir Jeunesse, 1969–1970, 44 Seiten) = Brennpunkt Khertan/Teuflischer Auftrag, ZP 14/ZP 32 = Y wie Yalek (All #1)
2. L’araignée de fer (Le Soir Jeunesse, 1970–1971, 44 Seiten) = Die tätowierte Spinne / Der Teufel von Vangkor,  ZP 37/38 = Die eiserne Spinne (All #2)
3. L’empire de la peur (Le Soir Jeunesse, 1971–1972, 44 Seiten) = Entscheidung im Schnee / Heißes Eis!, ZP 35/36 = Das Reich der Angst (All #3)
4. Les prisonniers de Yacomac (Le Soir Jeunesse, 1972–1973, 44 Seiten) = Das Geheimnis der Tempelstadt, ZP 33 = Die Gefangenen von Yacomac (All #4)
5. Apocalypse en direct (Le Soir Jeunesse, 1973–1974, 44 Seiten) = Labor des Grauens, ZP 34 = Apocalypse hautnah (All #5)
6. La ville sans ombre (Le Soir Jeunesse, 1974–1975, 44 Seiten) = Strahlen des Verderbens, ZP 39/40 = Die Stadt ohne Schatten (All #6)
7. Le maître de Bannock (Le Soir Illustré, 1976, 44 Seiten) = Der Herrscher von Bannock, ZACK 16-19/1979
8. Le triangle maudit (Le Soir Illustré, 1978, 44 Seiten) = Das Bermuda-Dreieck, ZACK 23/1979 – 1/1980
9. Cataclysme en mondiovision (Super As 41-46, 1979, 46 Seiten)
  1. Les grains de la folie (Super As 56, 1980, 8 Seiten) = Die Wahnsinnselektroden, ZACK 11/1980
  2. Mission kamikaze (Super As 57, 1980, 8 Seiten) = Überfall auf Variety, ZACK 12/1980
  3. Kam comme kamikaze (Super As 62, 1980, 7 Seiten) = Aus für Kamikaze, ZACK 17/1980
  4. Le coffre aux illusions (Super As 70, 1980, 7 Seiten) = Getarntes Gold, ZACK 25/1980
10. Viking, puissance 1000 (Super As 78-84, 1980, 46 Seiten) = Das Labor der Monster, DGA 9
11. Opération Nessy (1981, 46 Seiten) = Aktion Nessy, DGA 2
12. Zone interdite (1981, 44 Seiten) = Heimliche Experimente, DGA 5
13. L’île de corail (1982, 44 Seiten)
14. Alerte à Kourou (1983, 44 Seiten) = Alarm in der Raketenbasis, DGA 7
15. Les yeux de flamme (1983, 44 Seiten)
16. Le territoire du diable (1984, 44 Seiten)
17. La clef d’or (1985, 44 Seiten)

DGA = Detektive, Gauner und Agenten, ZP = ZACK-Parade